# Daniel López Pinedo
Daniel López Pinedo (Barcellona, 16 luglio 1980) è un ex pallanuotista spagnolo di ruolo portiere, vicecampione del mondo con la propria nazionale a Roma 2009 ed a Gwangju 2019.
Muove i primi passi nel Mediterrani, dove trascorre tre anni, per poi trasferirsi al Sant Andreu, dove ha la possibilità di farsi le ossa in División de Honor, il massimo campionato spagnolo. Nel 2008 avviene il trasferimento al Barceloneta, club da pochi anni assurto a potenza nazionale, con cui conquista quattordici campionati, dodici coppe nazionali, nove Supercoppe di Spagna, una LEN Champions League (il massimo trofeo europeo per club) e una Supercoppa LEN. Al termine della stagione 2021-2022 ha annunciato il ritiro dalle competizioni.

## Palmarès

### Club

#### Trofei nazionali
- Campionato spagnolo: 14

Barceloneta: 2008-09, 2009-10, 2010-11, 2011-12, 2012-13, 2013-14, 2014-15, 2015-16, 2017, 2018, 2019, 2020, 2021, 2022
- Copa del Rey: 12

Barceloneta: 2009, 2010, 2013, 2014, 2015, 2016, 2017, 2018, 2019, 2020, 2021, 2022
- Supercopa de España: 9

Barceloneta: 2009, 2010, 2013, 2015, 2016, 2017, 2018, 2019, 2021

#### Trofei internazionali
- LEN Champions League: 1

Barceloneta: 2013-14
- Supercoppa LEN: 1

Barceloneta: 2014

### Nazionale
- Mondiali

Roma 2009: 
Gwangju 2019: 
- Europei

Barcellona 2018: 
Budapest 2020: 